# M/S Draga

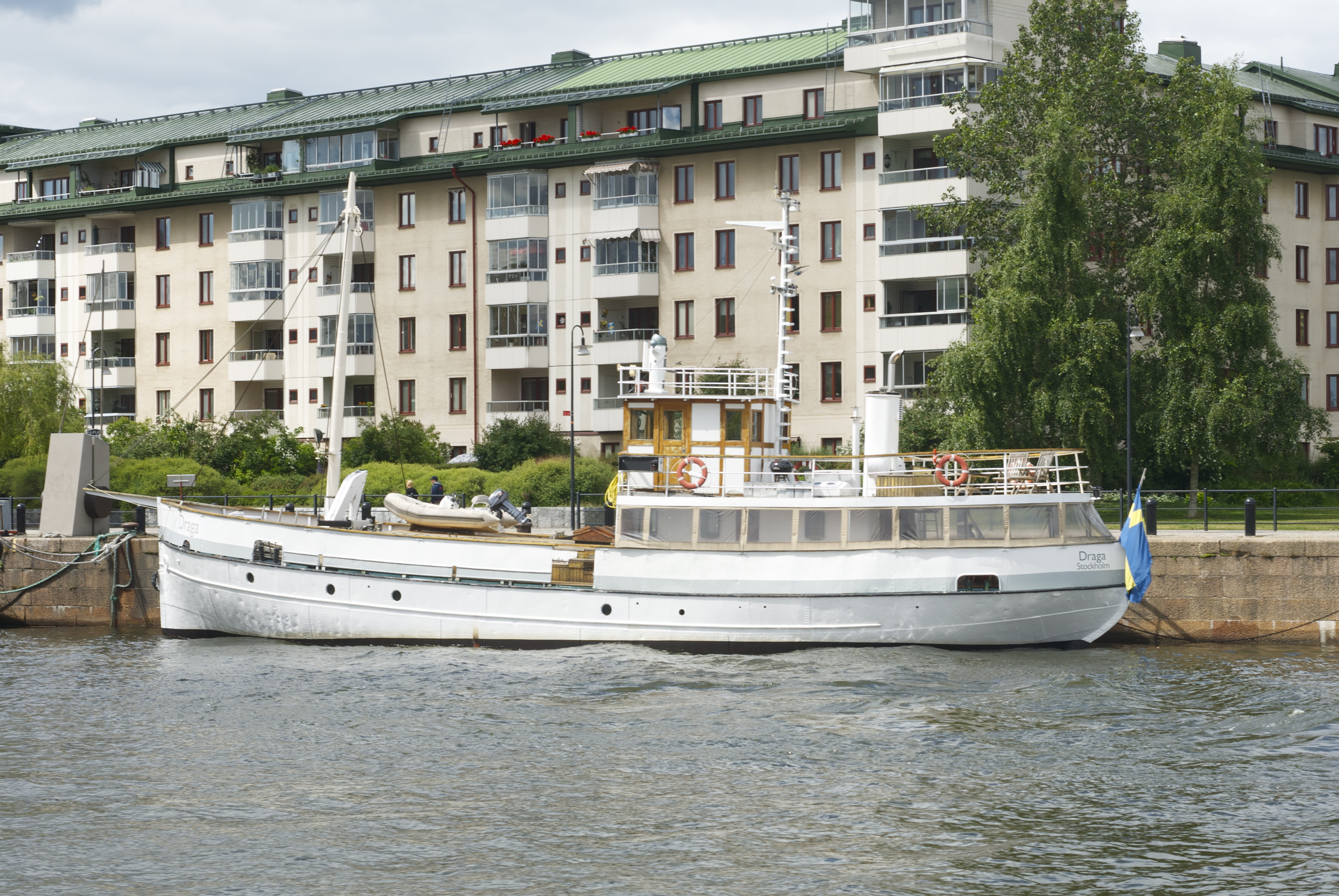
Draga vid sin kajplats i Norra Hammarbyhamnen.

M/S Draga är ett motorfartyg byggt för Bolinders motorfabrik 1917. 
Hon utrustades ursprungligen med tvåcylindrig Bolindermotor och användes som demonstrationsfartyg av fabriken för att visa förbränningsmotorns fördelar jämfört med ångmaskinen. Fartyget övertogs av Skånska Cement AB 1930 och fick namnet Oaxen Beta. Hon kom att frakta kalk under 30 år till Cementas anläggning i Liljeholmen. Många av transporterna gick från brotten på ön Oaxen söder om Södertälje. Parallellt med frakten användes fartyget också som isbrytare på vintern. Hon övertogs av Jehanders 1960 och användes för att dra pråmar med grus, hon kunde dra upp till 6 stycken 30 meter långa pråmar.
Sedan 1985 är hon fritidsfartyg och ligger idag (2011) i Norra Hammarbyhamnen, nära Anna Lindhs park.

## Tekniska data
- Byggmaterial: Stål
- Byggår: 1917
- Storlek: 113 bruttoton.
- Längd över allt: 25 m.
- Längd i vattenlinjen: 23,6 m.
- Bredd: 6,86 m.
- Största djup: 2,80 m (2,60 m med tomma ballstattankar).
- Motor: Scania DS 14, 450 hkr
- Elverk: Scania DS 11, 55 kW
- Ekonomisk marschfart: 8 knop